# Telefono

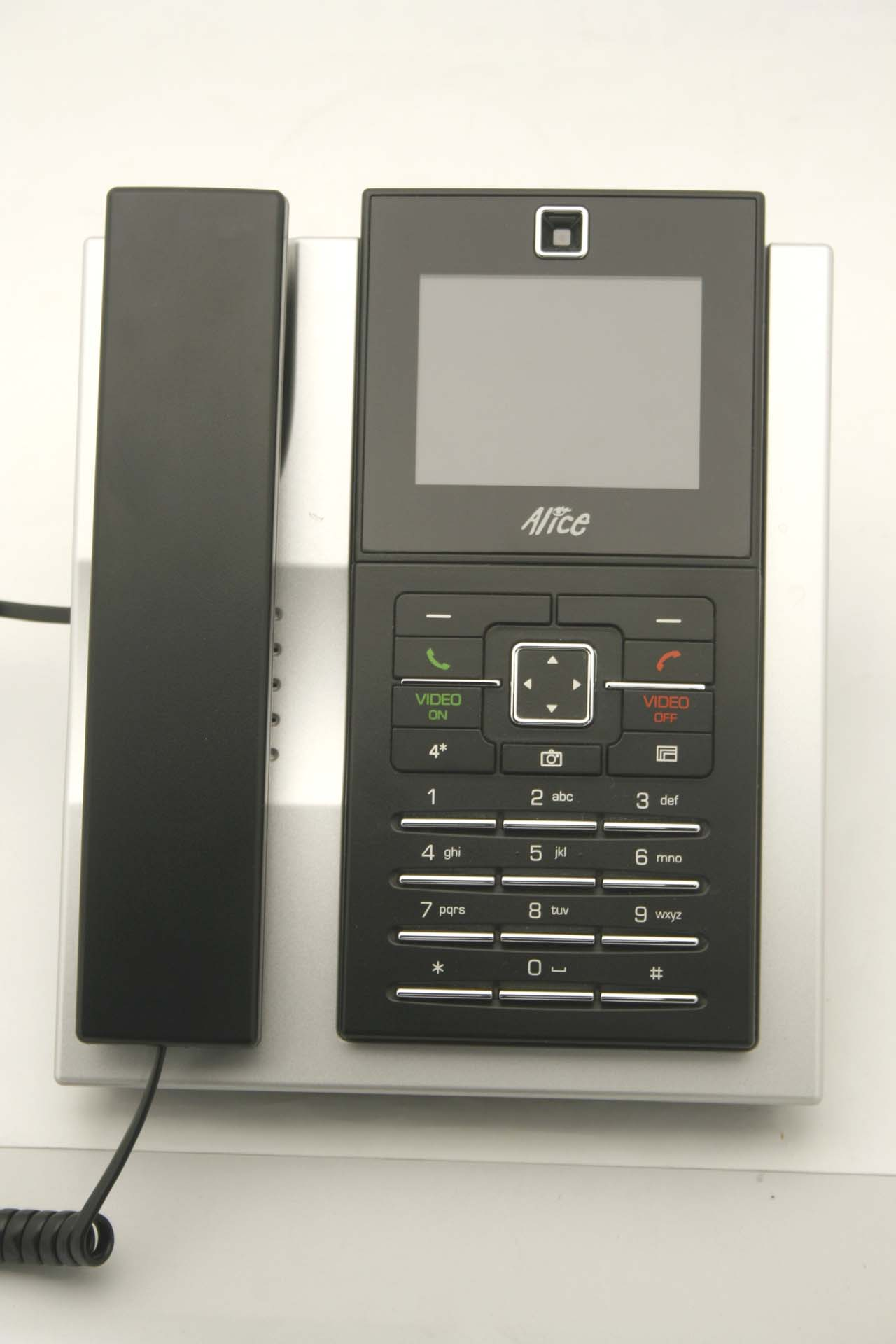
Un moderno telefono domestico.

Il telefono (dal greco antico: τηλε-?, tēle-, "lontano" e φωνή, phōnḗ, "voce") è uno strumento di telecomunicazione di tipo elettrico/elettronico dotato di un microfono e di un ricevitore che permette a chi lo utilizza di comunicare (parlare e ascoltare) a distanza verso chi utilizzi un dispositivo analogo. Evoluzione tecnologica sono i telefoni cellulari e gli smartphone, questi ultimi consentono di navigare su Internet, in quanto le schede SIM da essi utilizzati possono utilizzare il traffico dati.

## Storia
I primi tentativi di realizzare una trasmissione a distanza del suono erano basati sul trasporto delle onde sonore attraverso l'aria, piuttosto che tramite segnali elettrici generati dalla voce. 
La paternità dell'invenzione del telefono elettrico è ancora oggi contestata. Così come per altre invenzioni, come la radio, la televisione, la lampadina e il computer, diversi furono i pionieri che svolsero lavoro sperimentale sulla trasmissione della voce via cavo, spesso sviluppando il proprio lavoro sulla base di quello svolto da altri. Su questa situazione, spesso e volentieri finiscono con l'entrare in gioco considerazioni di carattere nazionalistico nel creare opinioni e pareri divergenti. Charles Bourseul, Antonio Meucci, Innocenzo Manzetti, Johann Philipp Reis, Alexander Graham Bell ed Elisha Gray, tra i tanti, sono stati tutti accreditati con l'invenzione del telefono.

### Innocenzo Manzetti e il probabile primato sull'invenzione del telefono
Il primato sembra spettare però ad un valdostano, Innocenzo Manzetti. Egli, come riportano numerose testimonianze dell'epoca (giornali italiani e internazionali che parlarono della dimostrazione pubblica del 10 luglio 1865), riuscì a realizzare un apparecchio elettrico in grado di comunicare a distanza utilizzando il principio di induzione elettromagnetica, mentre il primo dispositivo di Meucci consisteva in due fili attorcigliati e stretti tra i denti. Meucci, avuta notizia dai giornali, scrisse a Manzetti, parlando di idee simili. 
Manzetti morì a 52 anni nel 1877 (un anno dopo l’attribuzione a Bell dell'invenzione del telefono); tutti i suoi prodotti scientifici (bussole, barometri, termometri ed il prototipo del "téléphone") vennero ceduti dalla moglie Maria Rosa Anzola, con atto notarile del 7 febbraio 1880, a due viaggiatori americani: Max Meyer, uomo d'affari, e Horace H. Eldred, che si scoprì essere direttore dei telegrafi di New York.

### Altri precedenti alla trasmissione a distanza della voce
Nel 1860 Johann Philipp Reis presentò una macchina per la trasmissione elettronica di suoni musicali tramite una barretta vibrante sotto l'influenza di un campo elettromagnetico. L'invenzione fu chiamata telefono di Reis.
Elisha Gray lo inventò indipendentemente e ne diede dimostrazione nel 1876, ma, due ore prima che presentasse la richiesta di brevetto, Alexander Graham Bell presentò la sua (anche se il progetto da lui proposto non funzionava). Come risultato, soprattutto negli Stati Uniti e Canada, Alexander Graham Bell viene accreditato dell'invenzione. Cinque anni prima, nel 1871, Meucci aveva già presentato un brevetto provvisorio, da rinnovarsi annualmente al costo di 10 dollari, ma aveva potuto rinnovarlo solo fino al 1873, non potendosi permettere la cifra di 200 dollari per il brevetto definitivo.
Una risoluzione approvata dalla Camera dei Rappresentanti degli Stati Uniti d'America l'11 giugno 2002 ha chiesto di riconoscere il lavoro e i contributi di Meucci all'invenzione del telefono, pur non accreditandolo ufficialmente. Numerose enciclopedie accreditano Meucci come l'inventore del telefono, anche se l'opinione internazionale non è unanime al riguardo.

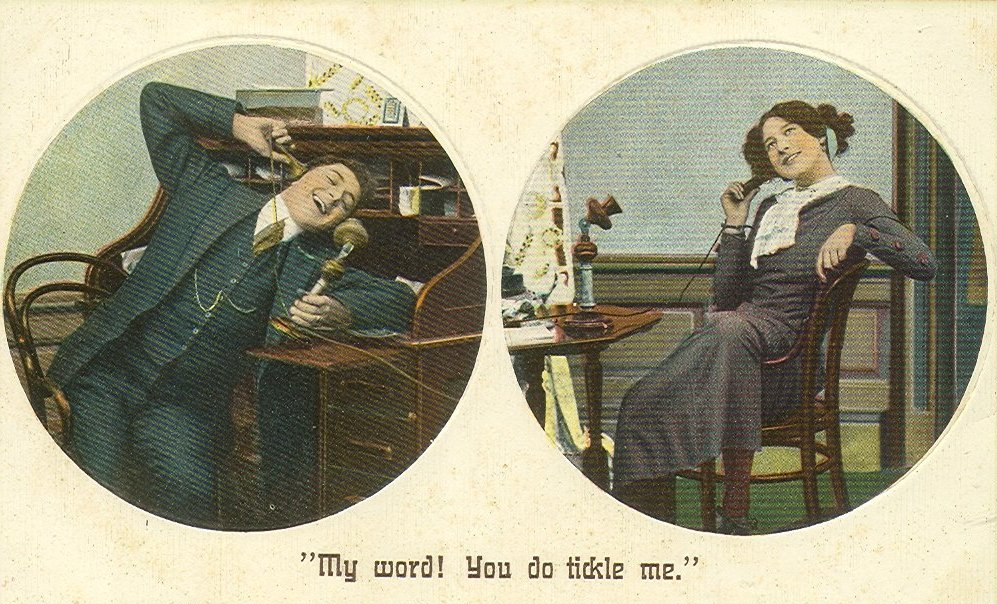
Cartolina del 1910, Stati Uniti

### La diffusione dei primi telefoni
La prima introduzione pratica del telefono in Italia ebbe luogo a Milano il 30 dicembre 1877, quando fu attivata la linea tra due apparecchi, costruiti dai fratelli Gerosa  che metteva in contatto una caserma dei pompieri con la stazione di Porta Venezia della tranvia interurbana per Monza. La successiva linea univa le stazioni ferroviarie di Varese e Gallarate. Nel 1879 tutti gli uffici del telegrafo di Roma furono collegati alla linea telefonica che dall'anno precedente univa Roma a Tivoli. Il primo vero servizio telefonico ebbe però inizio nel 1881, con l'attivazione della linea al signor Giovanni Uberti (il quale ebbe il numero 1) di Roma. Entro la fine dell'anno gli abbonati erano già 900.
Il microtelefono nacque quando un centralinista svedese ebbe l'idea di legare il microfono e il ricevitore ad un bastoncino, in modo da poter avere una mano libera.

### I perfezionamenti fino alla nascita dell'apparecchio telefonico moderno
La storia delle successive invenzioni e miglioramenti del telefono elettrico comprende: il microfono con membrana piena di granuli di carbone (più tardi sostituito dal microfono electret, che viene ora impiegato in quasi tutti i trasmettitori telefonici), il centralino manuale, il selettore a disco, il sistema pentaconta, la centralina telefonica automatica, tastiera a nove o dodici bottoni, la tastiera per la composizione a toni Touch Tone (DTMF), la digitalizzazione del suono tramite varie tecniche di codifica, tra cui la modulazione d'impulso (o PCM), che viene usata anche per i file WAV e i compact disc.

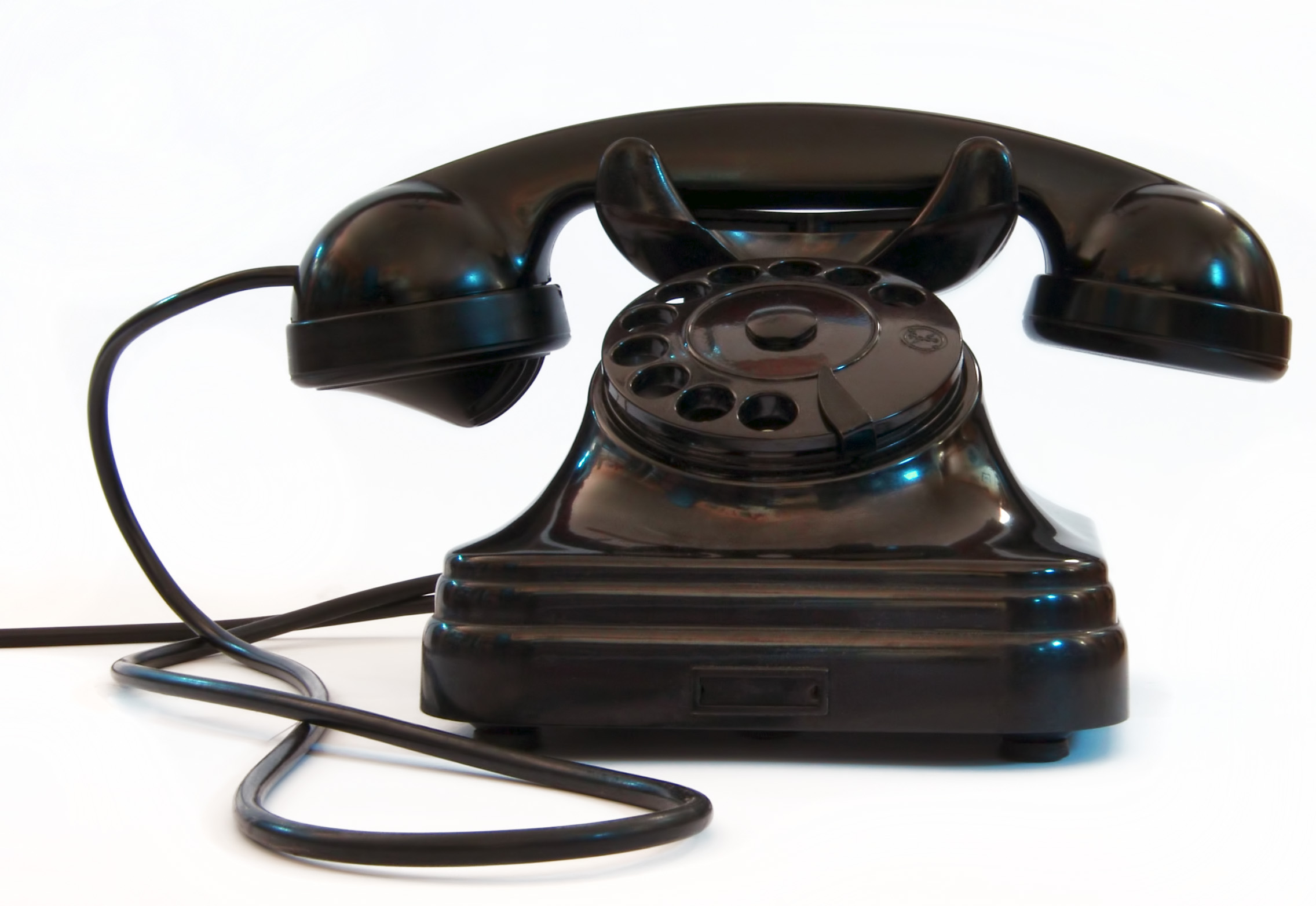
Telefono fisso degli anni cinquanta prodotto in Italia

I sistemi più recenti comprendono: telefonia IP, ISDN, DSL, il telefono cellulare, i telefoni cordless, i videotelefoni e i cellulari di terza, quarta e quinta generazione, che permettono il trasferimento dati ad alta velocità.
L'industria si divide in produttori di equipaggiamento per telefonia e telecomunicazioni ed operatori telefonici. Gli operatori spesso detengono un monopolio nazionale. In Italia era il caso della SIP (Società Idroelettrica Piemontese), ora Telecom Italia.
La prima telefonata transatlantica avvenne tra New York e Londra il 7 gennaio 1927.

## Descrizione
Più tecnicamente il telefono è un apparecchio terminale di un impianto telefonico che è in grado di trasformare vibrazioni acustiche in impulsi elettrici e nuovamente in suoni, in modo che esse possano essere trasmesse a distanza a un apparecchio simile. È costituito da un microfono, un altoparlante e una tastiera - nei modelli meno recenti al posto della tastiera si utilizzava un disco selettore, mediante il quale comporre un codice numerico corrispondente all'utente con cui si voleva stabilire una conversazione telefonica.
In un sistema telefonico fisso tradizionale, il chiamante è connesso con la persona con cui vuole parlare mediante switch posti nelle varie centrali telefoniche,  che formano una connessione tra due utenti; il settaggio degli switch avviene elettronicamente quando il chiamante digita il numero, grazie agli impulsi o ai toni generati dal telefono del chiamante. Una volta che la connessione è creata, la voce del chiamante è trasformata in un segnale elettrico mediante un piccolo microfono posto nell'apparecchio telefonico. Questo segnale elettrico viaggia quindi attraverso i vari switch nella rete fino all'utente posto all'altro capo, dove il segnale viene ritrasformato in onde sonore da un altoparlante. Questa connessione elettrica funziona in entrambe le direzioni, consentendo agli utenti di comunicare.
I telefoni fissi in numerose case funzionano esattamente in questo modo; la voce del parlante determina cioè direttamente il voltaggio del segnale. Chiamate su brevi distanze possono essere trattate da un capo all'altro come segnali analogici; tuttavia generalmente i fornitori di servizi telefonici convertono i segnali in digitale (in modo trasparente all'utente) allo scopo di rendere migliore la trasmissione e l'instradamento, prima di riconvertirli in segnali analogici per la ricezione. Il vantaggio è che la voce digitalizzata può viaggiare ad un costo minore, insieme ai dati generati dal traffico Internet, e soprattutto che i segnali digitali possono essere riprodotti perfettamente in comunicazioni su lunghe distanze, a differenza dei segnali analogici, che sono inevitabilmente affetti dal rumore.
L'arrivo dei telefoni cellulari ha avuto un impatto significativo sulle reti telefoniche. La sottoscrizione di abbonamenti o carte prepagate per telefoni cellulari ha ormai superato il numero di abbonati alla rete fissa in numerosi mercati. Le vendite di cellulari nel 2005 è stata pari a 816,6 milioni di unità, così suddivise: tra Asia/Pacifico 204 milioni, Europa Occidentale 164 milioni, Centro Europa, Medio Oriente ed Africa 153,5 milioni, Nord America 148 milioni ed America Latina 102 milioni. In termini di tasso di crescita, l'Africa ha superato tutti gli altri mercati con un progresso del 58,2% tra il 1999 ed il 2005.
Si è poi verificato un altro cambiamento radicale nelle comunicazioni telefoniche, invisibile ai comuni utenti. A cominciare dalla messa in opera del sistema TAT-8 del 1988, gli anni novanta hanno visto la generale adozione di sistemi di telecomunicazione basati sulle fibre ottiche. Il vantaggio nell'utilizzo delle fibre consiste nel drastico aumento della capacità di trasportare dati. Il TAT-8 stesso era in grado di trasportare 10 volte le telefonate dell'ultimo sistema basato su rame e i sistemi moderni hanno una capacità fino a 25 volte superiore. Questo enorme aumento della capacità di trasporto è dovuto a numerosi fattori: Innanzitutto le fibre ottiche sono molto più piccole delle tecnologie che hanno soppiantato; inoltre non risentono di interferenze elettromagnetiche, il che consente di affasciare anche centinaia di fibre in un solo cavo. Ma, soprattutto, il vantaggio della fibra sta nel fatto che la sua banda di trasmissione è centinaia di volte superiore a quella del rame e quindi è possibile trasmettere decine e decine di canali su una singola fibra.
Il protocollo di rete attualmente utilizzato in queste reti è l'Asynchronous Transfer Mode (ATM), che consente di creare canali di comunicazione da capo a capo e di associare ad essi una quantità di risorse messe a disposizione dalla rete; in questo modo è possibile essere sempre sicuri che, una volta accettata la chiamata, essa sarà caratterizzata da alcuni parametri (ritardo massimo, banda) costanti lungo tutta la chiamata. Nel caso la rete non sia in grado di riservare tali risorse, semplicemente la chiamata viene scartata. In futuro, tuttavia, è probabile che anche le chiamate telefoniche vengano gestite mediante protocolli di comunicazione a commutazione di pacchetto; questa tendenza è già oggi visibile con l'imporsi delle cosiddette tecnologie VoIP.

## Tipologia
In base al principio di funzionamento di base del telefono si distinguono le seguenti tre tipologie principali di telefoni:
- telefono meccanico;
- telefono elettrico;
- telefono ottico.

Inerentemente l'installazione del telefono, si distinguono le seguenti due tipologie principali di telefoni:
- telefono fisso;
- telefono mobile.

Inerentemente l'impianto telefonico a cui si collega il telefono, si distinguono invece i seguenti due tipi principali di telefoni:
- telefono cellulare;
- telefono satellitare.

### In base al funzionamento

#### Telefono meccanico
Il telefono meccanico è un telefono che trasmette il suono in modo meccanico, facendo vibrare la materia, ed è in grado di ricevere il suono così trasmesso. Il telefono meccanico genera quindi il suono nello stesso modo in cui viene generato in natura. Da un punto di vista storico, tra i tipi di telefoni distinti per funzionamento di base, il telefono meccanico è il primo tipo di telefono realizzato. Ciò non deve stupire in quanto l'uomo nel realizzare nuovi strumenti è spesso partito cercando di imitare la natura. Il telefono meccanico è però un telefono superato dal telefono elettrico in quanto non in grado di offrire la stessa efficienza e le stesse prestazioni. Telefoni meccanici oggi sono comunque prodotti come giocattoli per bambini o per esperimenti didattici in ambito scientifico. Un esempio di telefono meccanico è quello realizzato da Robert Hooke nel 1667.

#### Telefono elettrico
Il telefono elettrico è un telefono che trasmette il suono sotto forma di onde elettromagnetiche a radiofrequenza ed è in grado di ricevere il suono così trasmesso. In ragione dell'efficienza e delle prestazioni che è in grado di offrire, il telefono elettrico è il telefono che caratterizza la telefonia moderna. Inerentemente il funzionamento di base del telefono elettrico, due sono i tipi principali di telefoni elettrici. Il primo tipo ad essere realizzato e ancora oggi molto utilizzato è quello in cui il segnale elettrico variabile viene trasmesso agli altri apparecchi telefonici ricetrasmittenti mediante un conduttore che, in ragione del suo utilizzo, viene chiamato "cavo telefonico". Il secondo tipo di telefono elettrico, ancora molto usato, è il radiotelefono che usa onde elettromagnetiche e non richiede la connessione elettrica tra i dispositivi in comunicazione.

#### Radiotelefono
Il radiotelefono è un telefono elettrico che trasmette il suono sotto forma di onde radio ed è in grado di ricevere il suono così trasmesso. Sebbene comunemente utilizzato in ambito tecnico, il termine "radiotelefono" è scarsamente diffuso nel linguaggio comune dove invece sono preferiti termini più generici: per i radiotelefoni che permettono di scegliere una singola utenza telefonica con cui comunicare, come i radiotelefoni progettati per funzionare con le reti telefoniche mobili della rete telefonica generale, prevale l'uso del termine "telefono"; per i radiotelefoni che non permettono di scegliere una singola utenza telefonica con cui comunicare prevale invece il termine "apparecchio radioricetrasmittente" (più spesso "radioricetrasmittente" per ellissi) o i termini ancora più generici "apparecchio ricetrasmittente" (più spesso "ricetrasmittente" per ellissi) e "apparecchio radio" (più spesso "radio" per ellissi).

#### Telefono ottico
Il telefono ottico è un telefono che trasmette il suono sotto forma di luce visibile, infrarossa, o ultravioletta ed è in grado di ricevere il suono così trasmesso. Un esempio di telefono ottico è il fotofono realizzato da Alexander Graham Bell nel 1880. Questo telefono ottico trasmette la luce in spazi aperti e liberi da ostacoli. Telefoni ottici che trasmettono la luce nella fibra ottica non sono mai stati proposti in commercio in quanto non concorrenziali in termini di costo con i telefoni elettrici per via dei costi di posa della fibra. Attualmente la fibra ottica è comunque ampiamente utilizzata nelle moderne reti telefoniche caratterizzate da un'ampia estensione, ad esempio nella rete telefonica generale, in particolare prevalentemente nelle tratte principali di queste reti. All'inizio di queste tratte il suono passa quindi dall'essere rappresentato in forma di onde elettromagnetiche a radiofrequenza all'essere rappresentato in forma di luce. Al termine di queste tratte avviene invece l'opposto.

### In base all'installazione

#### Telefono fisso

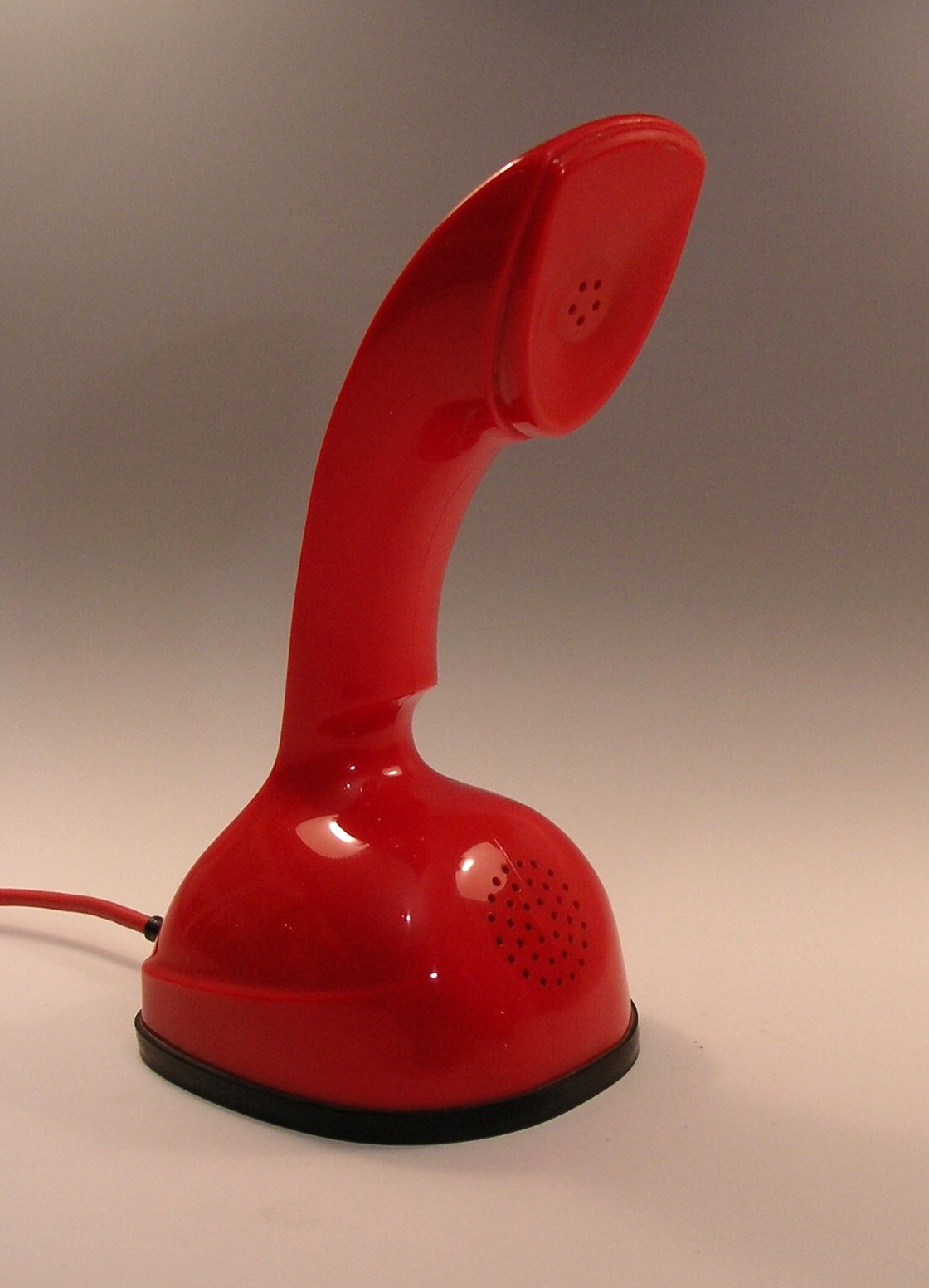
Un telefono Ericsson modello Ericofon con filo costituito da un unico blocco hardware

Il telefono fisso è un telefono che deve essere installato in un luogo. Attualmente il tipico telefono fisso è un telefono elettrico che deve essere collegato all'impianto telefonico mediante apposito cavo telefonico chiamato doppino in quanto costituito da due fili. Un unico cavo telefonico fornisce sia il segnale (voce e Internet) sia l'alimentazione elettrica del telefono, che quindi non deve essere collegato alla rete elettrica domestica: ciò ha il duplice vantaggio di rendere il telefono funzionante anche quando viene meno l'erogazione della corrente elettrica e di azzerare l'emissione di onde elettromagnetiche (elettrosmog). Questo cavo rappresenta una peculiarità del telefono fisso: nessun cavo è infatti necessario per il collegamento del telefono mobile all'impianto telefonico.
Questa peculiarità rappresenta la principale differenza tra telefono fisso e telefono mobile e un vincolo inderogabile alla mobilità di chi utilizza il telefono fisso. I moderni telefoni fissi sono costituiti nella maggior parte dei casi da due blocchi hardware: un blocco è destinato ad essere appoggiato su un ripiano e/o appeso ad una parete, l'altro blocco è destinato ad essere tenuto in mano. Il primo blocco è chiamato "base", il secondo blocco è chiamato "microtelefono". Nel microtelefono sono presenti un microfono e un altoparlante, necessari rispettivamente alla conversione in segnale elettrico e all'ascolto del suono. Durante l'utilizzo del telefono, per poter far sentire la propria voce all'interlocutore telefonico e contemporaneamente sentire la sua voce, è necessario avvicinare il microfono e l'altoparlante rispettivamente alla bocca e all'orecchio.
Il termine "microtelefono" è utilizzato prevalentemente in ambito tecnico. Nel linguaggio comune prevale invece l'uso del termine "cornétta". Questo termine ha origini storiche: inizialmente sia il microfono sia l'altoparlante del microtelefono erano infatti dotati di cornetto acustico. Oggi questa soluzione costruttiva, finalizzata a migliorare l'efficienza del microfono e dell'altoparlante del microtelefono, non è più necessaria e quindi non è più utilizzata. Nonostante ciò si continua ad utilizzare il termine "cornetta" per indicare il microtelefono. Nella base dei moderni telefoni fissi, progettati per operare in una rete telefonica fissa, è presente una tastiera numerica, necessaria alla selezione della singola utenza telefonica con cui si desidera comunicare. La selezione avviene digitando sulla tastiera il numero telefonico corrispondente.
Due sono i tipi principali di telefoni fissi:
- telefono con filo;
- telefono senza filo.

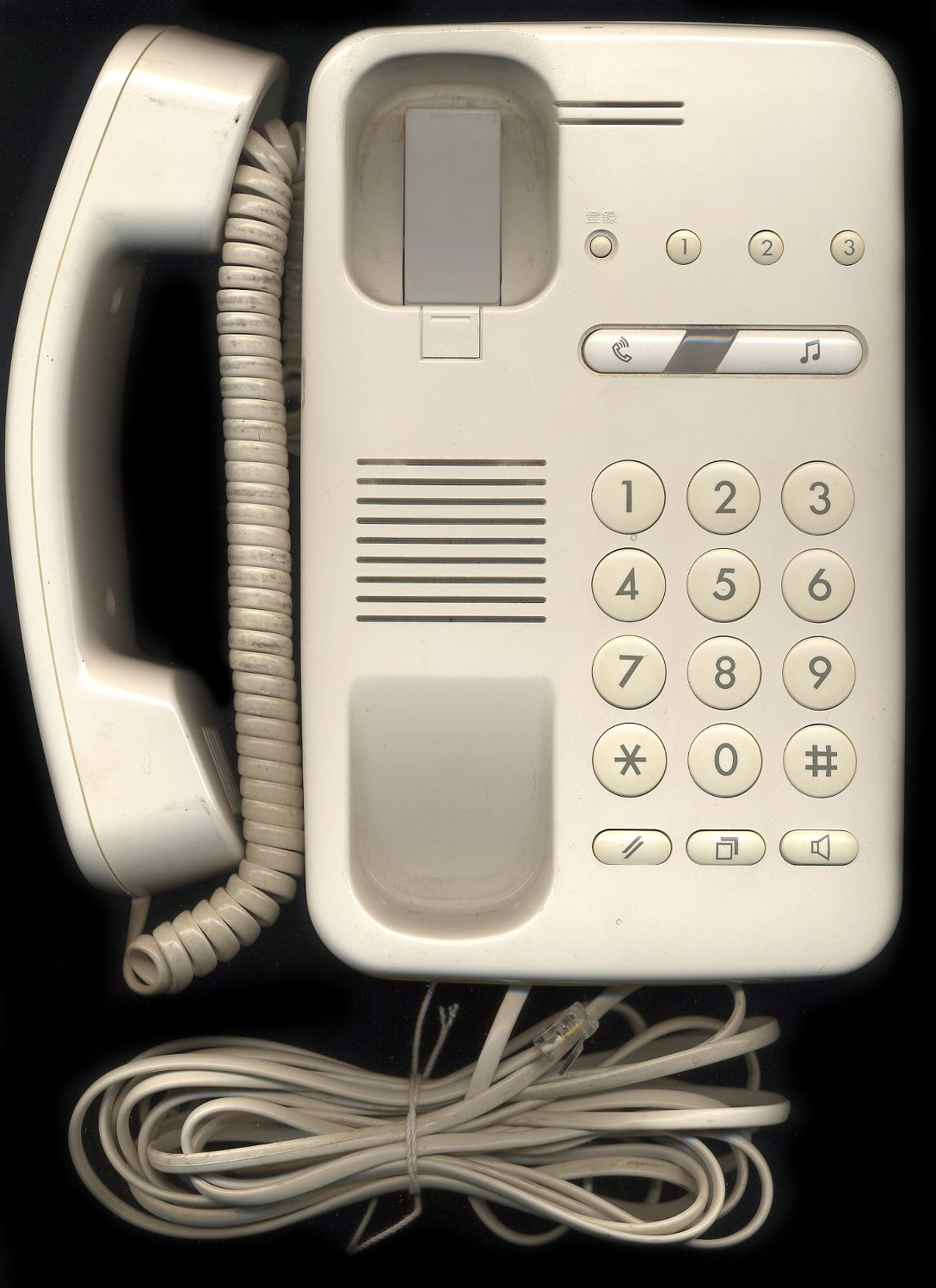
Un telefono con filo costituito da due blocchi hardware

Tutti i telefoni fissi appartengono ad almeno una di questi due categorie di telefoni fissi che però non sono mutuamente esclusive: un telefono fisso può anche essere sia un telefono con filo sia un telefono senza filo. Comunque non sono molto diffusi i telefoni fissi appartenenti ad entrambi i tipi.
Il telefono fisso fa parte della categoria dei cosiddetti "elettrodomestici bruni" o "elettrodomestici marroni", ovvero apparecchi elettrici per la comunicazione e lo svago, a cui appartengono anche la radio, il televisore, il giradischi e il videoregistratore. Tale classificazione deriva dai colori dei materiali con i quali storicamente erano costruiti tali tipi di elettrodomestici, ovvero involucri di legno o materiali sintetici marroni o neri.

#### Telefono con filo
Il telefono con filo (anche chiamato "telefono corded") è un telefono fisso costituito da un unico blocco hardware o da più blocchi hardware tutti collegati tra loro mediante apposito cavo telefonico. Da un punto di vista storico, rispetto al telefono senza filo, il telefono con filo è stato realizzato prima. Attualmente, nonostante offra una mobilità più limitata rispetto al telefono senza filo, il telefono con filo è ancora molto diffuso. Principalmente perché i telefoni con filo più semplici non necessitano di essere collegati alla rete elettrica. Questo collegamento è invece necessario per i telefoni senza filo.

#### Telefono senza filo

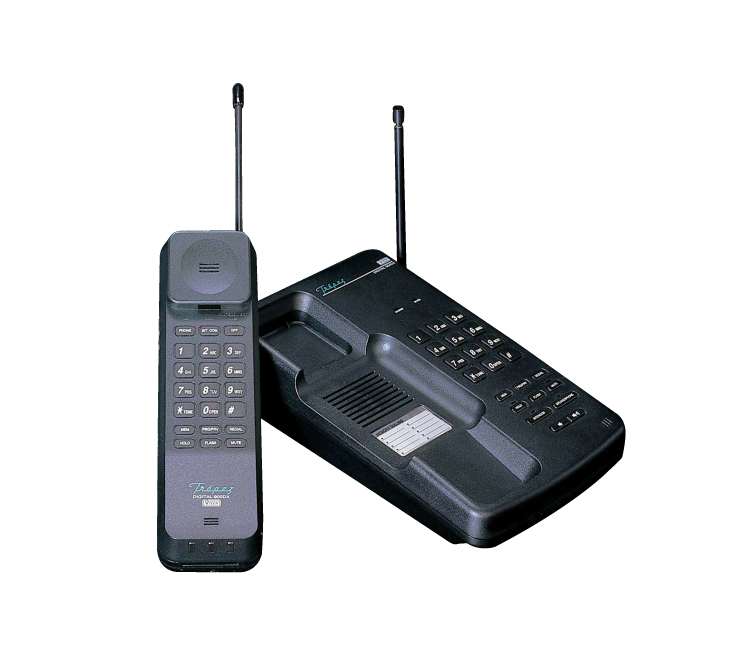
Un telefono senza filo

Il telefono senza filo, anche chiamato "telefono cordless", è un telefono fisso normalmente costituito da due blocchi   hardware, la base e il microtelefono, che sono collegati via radio invece che mediante un cavo telefonico, come nel telefono con filo. La comunicazione tra la base e il microtelefono del telefono senza filo avviene infatti mediante onde radio. Sia nella base sia nel microtelefono del telefono senza filo sono presenti quindi un radiotrasmettitore e un radioricevitore. In tal modo il telefono senza filo offre la mobilità tipica del telefono mobile, ma questa mobilità normalmente è limitata a poche centinaia di metri, la portata tipica dei due radiotrasmettitori presenti nel telefono senza filo.
Il microtelefono del telefono senza filo di norma è alimentato da una o più batterie ricaricabili incorporate nel microtelefono. Per ricaricare le batterie è necessario riporre il microtelefono in un alloggiamento appositamente allestito nella base del telefono senza filo. Di norma la base del telefono senza filo è collegata non solo all'impianto telefonico mediante un apposito cavo telefonico, ma anche alla rete elettrica mediante un apposito cavo elettrico. Il collegamento alla rete elettrica è infatti necessario per la ricarica delle batterie presenti nel microtelefono del telefono senza filo.

#### Telefono mobile
Il telefono mobile è un telefono che non richiede l'installazione in un luogo. Il telefono mobile è preferito al telefono fisso quando non si vogliono avere vincoli di mobilità nell'utilizzo. Infatti, differentemente dal telefono fisso, il telefono mobile non si collega all'impianto telefonico mediante cavo telefonico e ciò permette un utilizzo del telefono mobile privo di vincoli di mobilità in aree geografiche potenzialmente illimitate. Le uniche restrizioni alla mobilità dell'utente telefonico sono date dalla copertura geografica dell'impianto telefonico mobile che normalmente è una rete telefonica mobile in grado di servire aree geografiche molto ampie. Per collegarsi all'impianto telefonico il telefono mobile utilizza un radioricetrasmettitore e la comunicazione passa su onde radio.
Due sono i tipi principali di telefoni mobili:

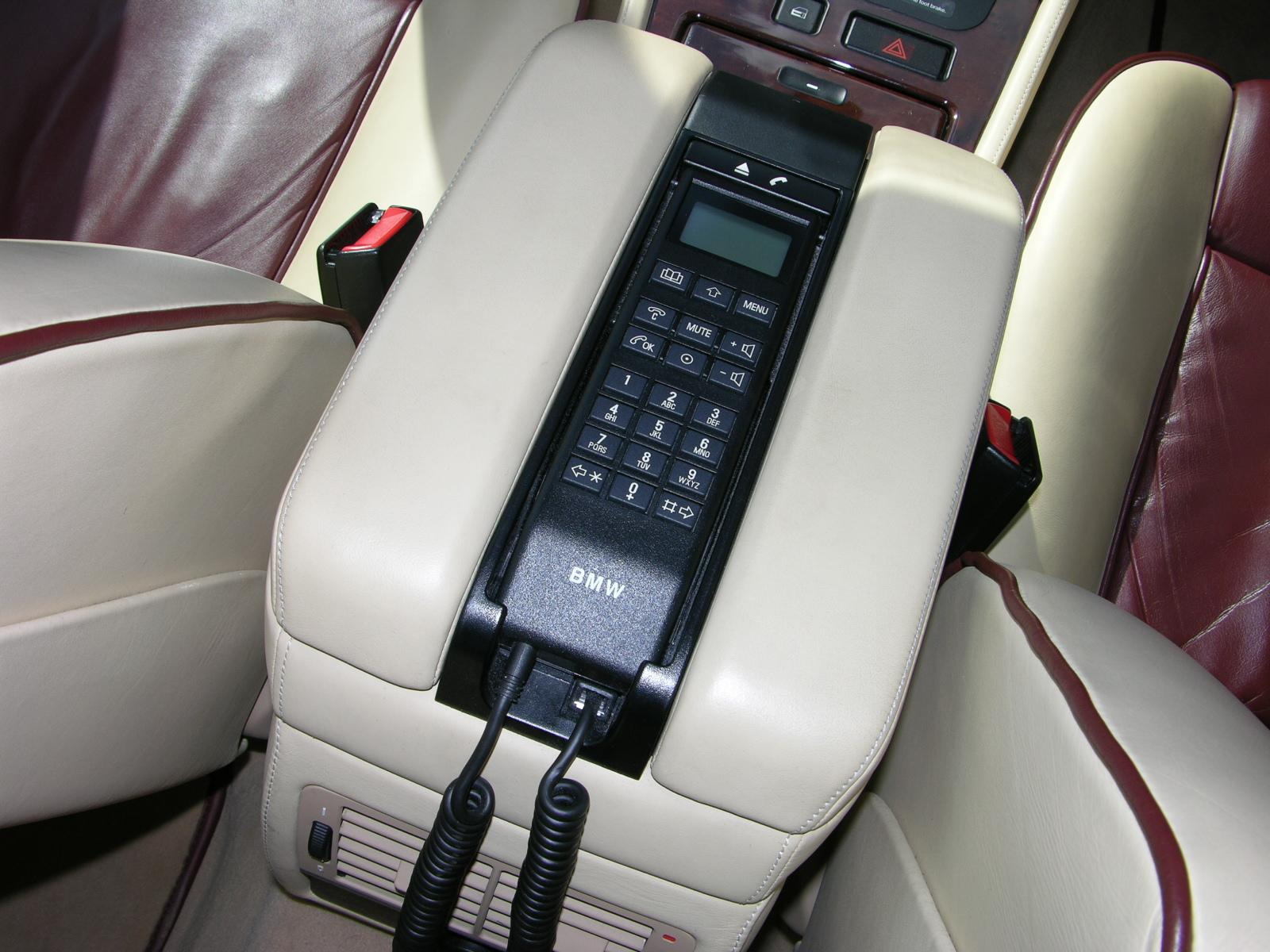
Il microtelefono di un telefono veicolare installato in un'automobile

- telefono veicolare;
- telefono trasportabile.

#### Telefono veicolare
Il telefono veicolare è stato un tipo di telefono mobile ed era installato principalmente nei veicoli a partire dagli anni ottanta fino ai primi anni duemila. Come i telefoni fissi più comuni, il telefono veicolare normalmente era costituito da due blocchi hardware: un blocco era incorporato nel veicolo o semplicemente fissato, l'altro blocco era il microtelefono. Quest'ultimo si collegava al primo blocco mediante un apposito cavo telefonico. Come tutti i telefoni mobili, anche il telefono veicolare era alimentato elettricamente. Questa alimentazione normalmente era fornita dalla batteria elettrica presente nel veicolo, batteria a cui il telefono veicolare era collegato. Il telefono veicolare offriva quindi una mobilità legata a quella del veicolo: l'utente telefonico può telefonare solo dal veicolo.
Gli abbonamenti per permettere il corretto funzionamento della rete mobile sui telefoni veicolari erano stipulabili tramite aziende che a loro volta stipulavano il contratto con l'allora compagnia telefonica SIP, unica in Italia ad offrire questo tipo di abbonamenti, o direttamente a quest'ultima.
Con la chiusura di SIP e conseguentemente dei contratti stipulabili, l'avvento e lo sviluppo sempre più crescente della telefonia mobile, i telefoni veicolari hanno resistito fino ai primi anni duemila, periodo in cui progressivamente sono stati dismessi nei nuovi modelli di automobili e soppiantati con radio e/o computer di bordo in grado di offrire una connessione Bluetooth con i nuovi telefoni dotati dello stesso tipo di connessione.

#### Telefono trasportabile

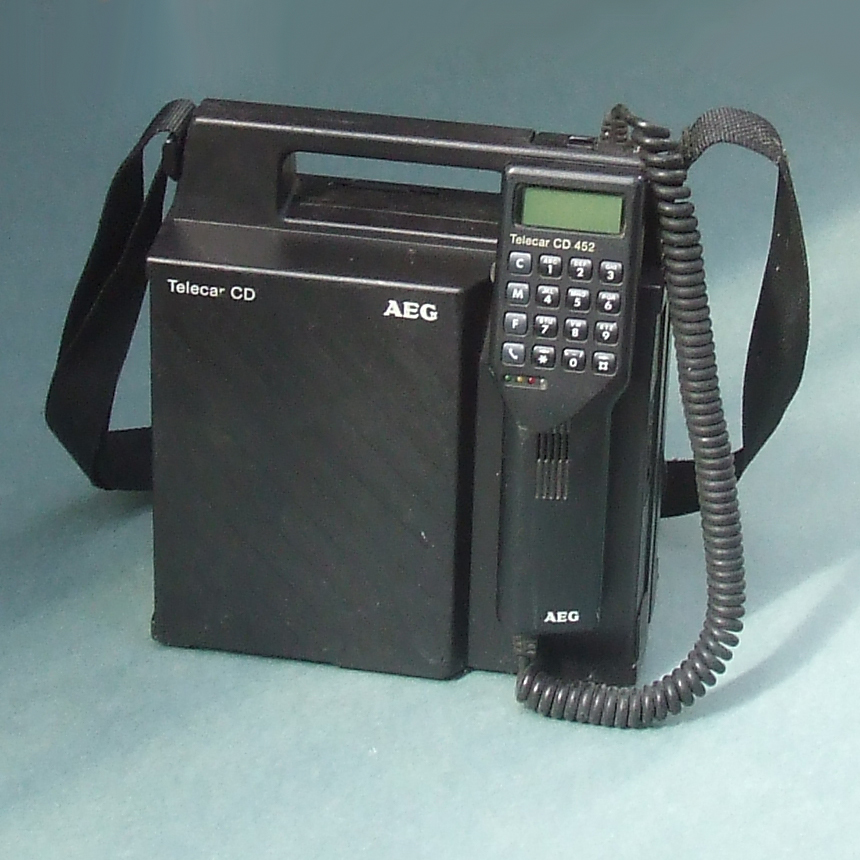
Telefono trasportabile AEG Telecar CD 452.

Il telefono trasportabile è stato un telefono mobile che poteva essere trasportato da una sola persona. Era realizzato in modo tale da essere trasportato a spalla, sulla schiena o su un fianco, oppure a mano. Questo tipo di telefono mobile era in grado di offrire la massima mobilità in quanto non legata, come nel telefono veicolare, alla mobilità del veicolo. I primi telefoni trasportabili della storia avevano le dimensioni di una valigia di media grandezza. Con il progredire della tecnologia l'ingombro del telefono trasportabile e progressivamente diminuì. Prima sono stati disponibili in commercio telefoni trasportabili contenuti in una valigetta ventiquattrore, poi telefoni trasportabili aventi le dimensioni di un borsello da uomo. Erano dotati di apposita maniglia per il trasporto a mano e di tracolla per il trasporto a spalla. Tutti questi telefoni erano costituiti da almeno due blocchi hardware, uno dei quali è il microtelefono. Il microtelefono si collegava al restante hardware mediante apposito cavo telefonico.

#### Telefono portatile

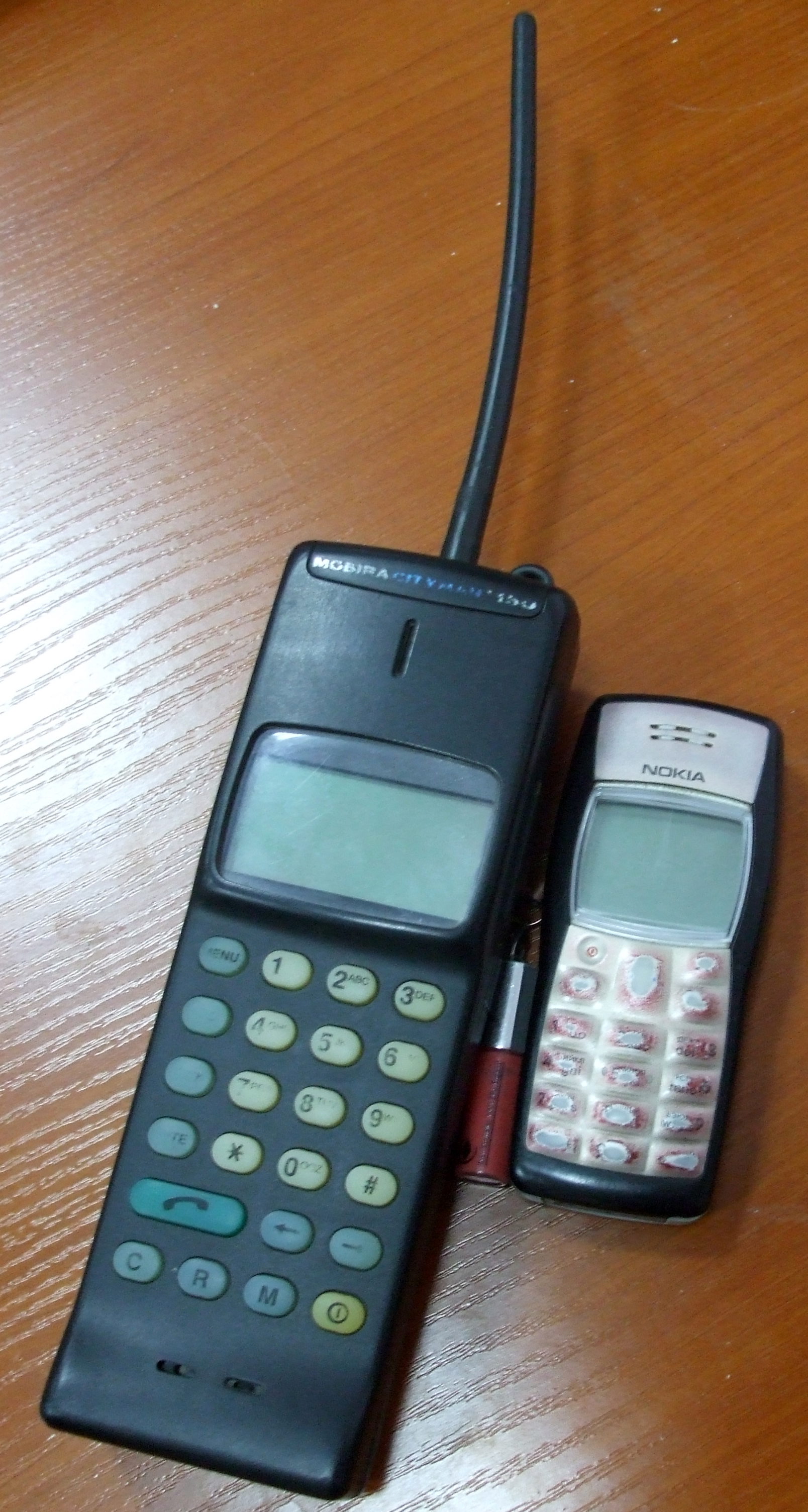
A destra un telefono palmare. A sinistra un telefono portatile non palmare e non da polso

Il telefono portatile (anche chiamato semplicemente "portatile") è un telefono trasportabile costituito da un unico blocco hardware avente al massimo le dimensioni di un microtelefono. È a partire dagli anni Quaranta del XX secolo che i progressi tecnologici in ambito elettronico permettono di realizzare telefoni aventi le dimensioni del blocco hardware che in altri telefoni costituisce solo il microtelefono. Il telefono portatile rappresenta una svolta nella telefonia mobile perché, per la prima volta nella storia, l'utente telefonico mobile dispone di un telefono mobile poco ingombrante e quindi in grado di offrire la praticità desiderata.
Precedentemente l'avvento del telefono portatile, il telefono trasportabile non era molto diffuso. A causa delle sue dimensioni molto ingombranti era utilizzato principalmente in ambito militare oppure da uomini politici e d'affari. Solo con l'avvento del telefono portatile il telefono trasportabile inizia ad avere ampia diffusione. I primi prototipi di telefoni portatili in grado di funzionare con una rete telefonica mobile della rete telefonica generale sono degli anni Settanta del XX secolo, ma è solo nel decennio successivo che inizia la loro commercializzazione. In particolare il primo telefono portatile disponibile in commercio e in grado di funzionare con una rete telefonica mobile della rete telefonica generale, il Motorola DynaTAC 8000X, è uscito nel 1983. Due sono i sottotipi principali di telefoni portatili:
- telefono palmare;
- telefono da polso.

Telefono palmare
Il telefono palmare (anche chiamato semplicemente "palmare" o familiarmente "telefonino") è un telefono portatile avente dimensioni sufficientemente contenute da poter stare interamente sul palmo della mano di una persona adulta. Telefono palmari in grado di funzionare con le reti telefoniche mobili della rete telefonica generale iniziano ad essere disponibile in commercio a partire dagli anni Novanta del XX secolo e oggi la maggior parte dei telefoni trasportabili introdotti sul mercato sono telefoni palmari. È con il telefono palmare che si ha l'esplosione commerciale della telefonia mobile in tutto il mondo. Infatti grazie alle sue dimensioni estremamente ridotte, il telefono palmare è in grado di offrire grande praticità di utilizzo e di trasporto. Contribuiscono alla sua attuale diffusione di massa non solo le dimensioni particolarmente contenute, ma anche i costi in costante riduzione. Se i primi modelli di telefoni palmari disponibili in commercio costavano qualche centinaio degli attuali euro, oggi i modelli più economici costano poche decine di euro. Un sottotipo di telefono palmare è lo smartphone: un telefono palmare che integra un personal digital assistant e altri apparecchi come ad esempio una fotocamera o un camcorder.
Telefono da polso

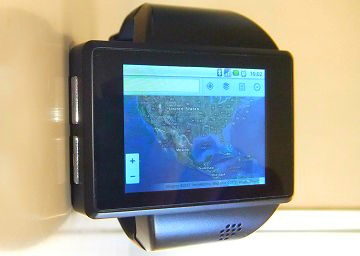
Un telefono da polso

Il telefono da polso (anche chiamato "watch phone" o familiarmente "tempofonino") è un telefono portatile che si può indossare al polso. Il telefono da polso si indossa in modo del tutto analogo all'orologio da polso, la cui funzione può essere sostituita dal telefono da polso in quanto di norma anche dotato di orologio. È a partire dal 1999 con il Samsung SPH-WP10, il primo telefono da polso disponibile in commercio, che i progressi in ambito elettronico permettono di contenere in spazi così ristretti quello che soltanto trent'anni prima occupava un'intera valigia di media grandezza.

### In base all'impianto telefonico utilizzato

#### Telefono cellulare
Il telefono cellulare (anche chiamato semplicemente "cellulare") è un telefono in grado di funzionare con una rete telefonica cellulare. Nella seconda metà del XX secolo il telefono cellulare ha rivoluzionato le reti telefoniche pubbliche di tutto il mondo permettendo l'utilizzo di tali reti attraverso la telefonia mobile. Inizialmente le reti telefoniche pubbliche offrivano esclusivamente la telefonia fissa. In particolare è a partire dagli anni Novanta del XX secolo, con la diffusione del sistema di telefonia cellulare GSM e la disponibilità in commercio di economici telefoni palmari compatibili con tale sistema, che il telefono cellulare diventa un prodotto di massa.

#### Telefono satellitare

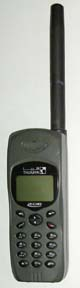
Un telefono satellitare portatile

Il telefono satellitare (anche chiamato semplicemente "satellitare") è un telefono che trasmette e/o riceve il segnale elettromagnetico a/da una stazione telefonica collocata su un satellite per telecomunicazioni. Il telefono satellitare può essere sia un telefono fisso sia un telefono mobile. Se è un telefono fisso è chiamato più specificatamente "telefono satellitare fisso" o "telefono fisso satellitare". Se invece è un telefono mobile è chiamato più specificatamente "telefono satellitare mobile" o "telefono mobile satellitare". Anche se sono possibili altri metodi, la trasmissione del suono tra telefono satellitare e satellite per telecomunicazioni normalmente è realizzata mediante onde radio.
La stazione telefonica collocata sul satellite per telecomunicazioni è una stazione radiotelefonica e il telefono satellitare è un radiotelefono. A partire dagli anni Novanta del XX secolo il telefono satellitare è stato proposto in commercio, parallelamente alla realizzazione di reti telefoniche satellitari, con l'intento di soppiantare il telefono cellulare o almeno diventare il telefono mobile di riferimento per gli utenti delle reti telefoniche pubbliche. Da questo confronto il telefono satellitare è uscito però sconfitto, principalmente per l'impossibilità di utilizzare telefoni satellitari portatili all'interno di edifici mentre questo utilizzo è possibile con i telefoni cellulari portatili. Oggi il telefono satellitare è comunque diffuso perché le attuali reti telefoniche satellitari coprono meglio la superficie della Terra. Infatti in alcune zone della Terra scarsamente popolate il telefono satellitare rappresenta l'unica soluzione per chi desidera utilizzare la rete telefonica generale.

## Linee telefoniche via cavo e telefonia fissa

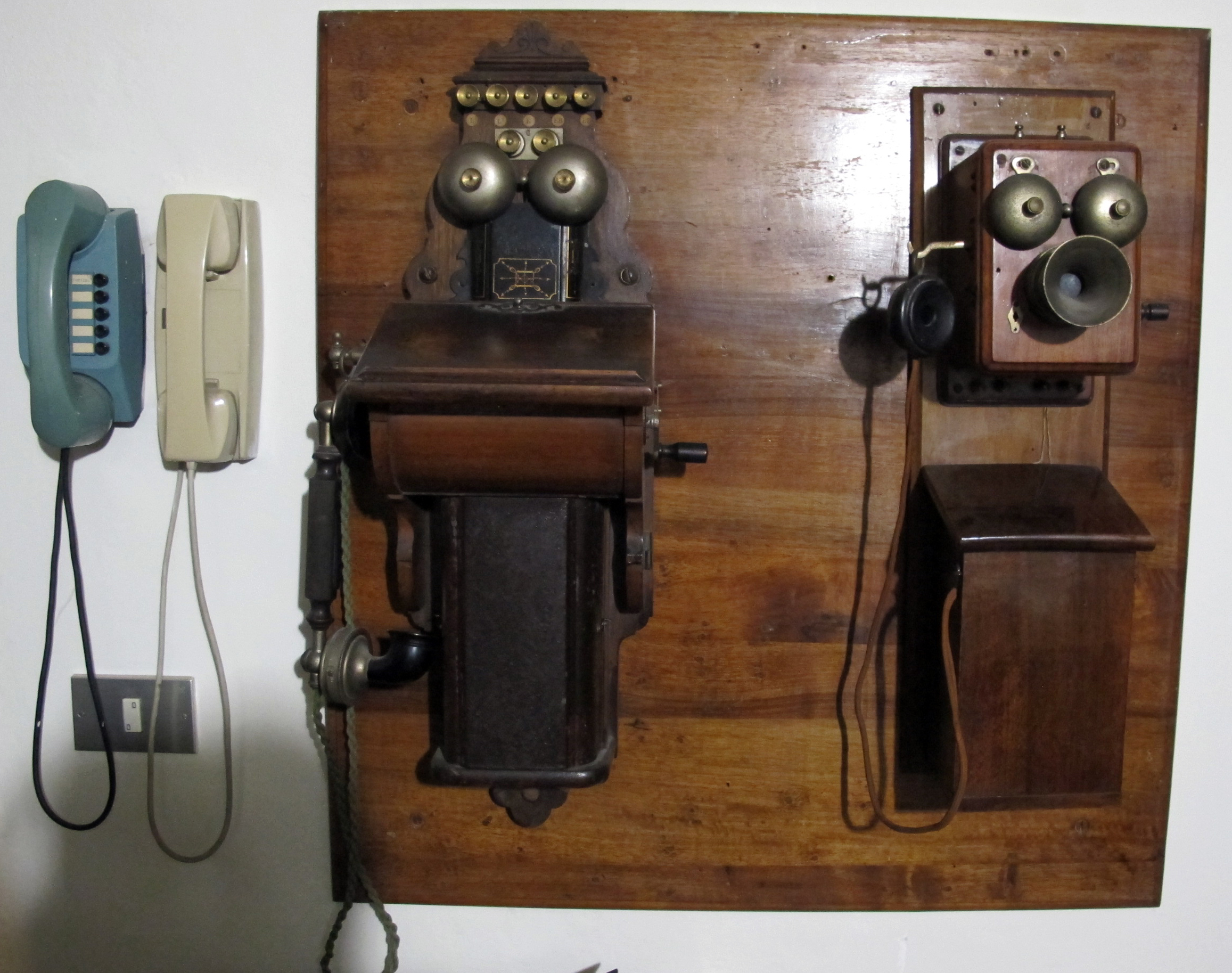
Telefoni di vari modelli

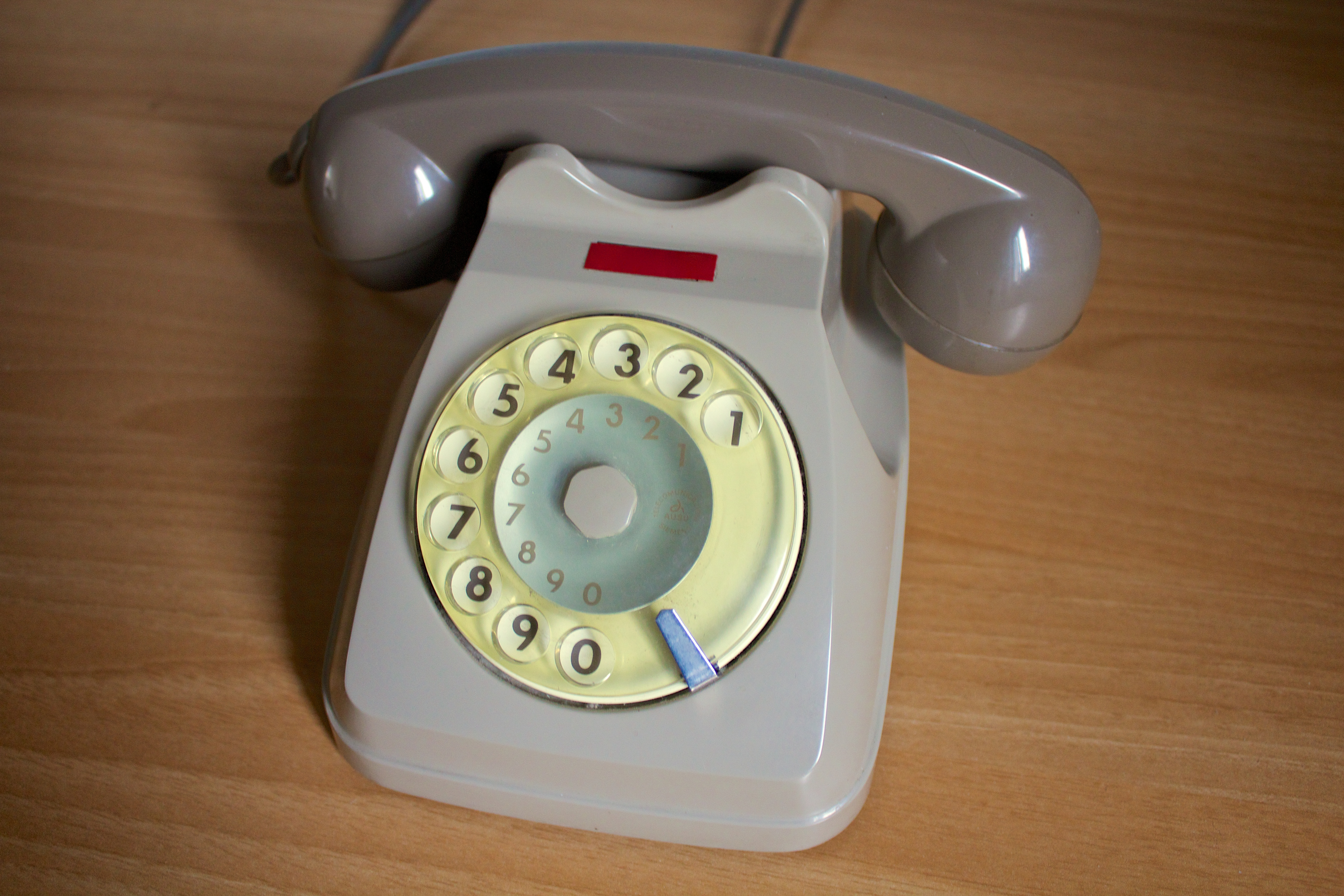
Telefono Siemens S62, modello popolare negli anni Sessanta, Settanta e nella prima metà degli anni Ottanta, detto anche Bigrigio

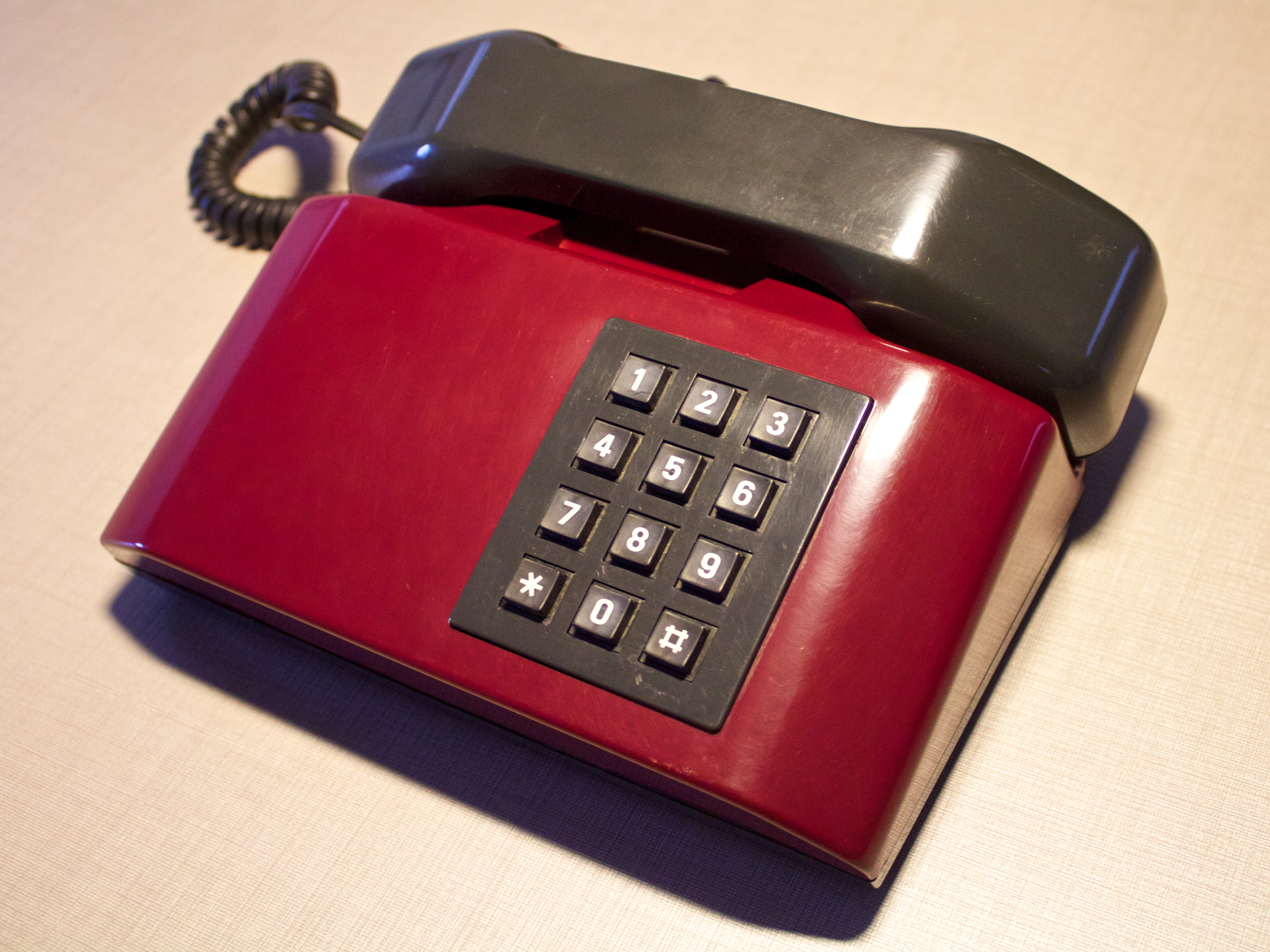
Il telefono Pulsar, popolare nella seconda metà degli anni Ottanta

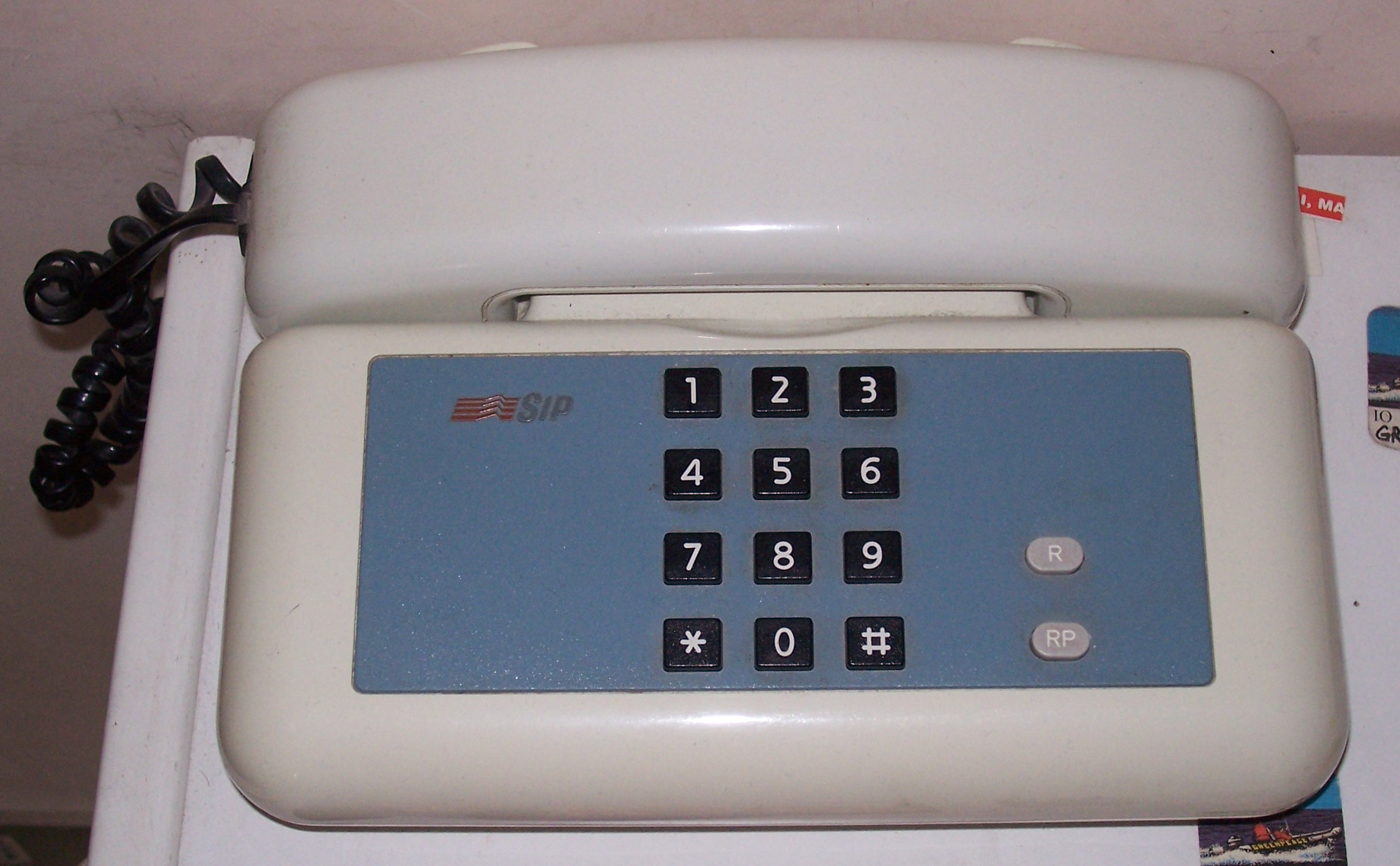
Il telefono Sirio

La rete che collega assieme la maggior parte dei telefoni viene detta "Rete telefonica commutata pubblica" (PSTN). In Italia viene utilizzato l'acronimo "RTG", per "rete telefonica generale".
Le linee telefoniche fisse sono composte da cavi in rame che formano un circuito tra l'abbonato e l'interfaccia con la linea dell'abbonato.
Di solito ciascun doppino di rame viene attestato ad un armadio, ubicato sulla sede stradale, o ad una scatola (box),
che può essere su palo o fissata a muro. Dalla scatola parte un vero e proprio cavo multicoppia, mentre alcuni armadi hanno compiti più complessi, soprattutto nelle zone ad alta densità di installazione: in quel caso sono sufficienti pochi fili (coppie) per connettere l'armadio alla più vicina centrale telefonica.
Tecnicamente tali attività di raccolta delle utenze sono definite Stadio di Linea (SL) (le torrette poste in strada), Stadio di Gruppo Urbano (SGU) (tipicamente la "vera" centrale telefonica) oppure uno Stadio di Gruppo di Transito (SGT) (tipicamente armadi di commutazione posti in strada). Esistono anche scatole grigie poste sotto casa dell'utente, in gergo Chiostrine.
Il doppino di rame è attorcigliato per aumentarne la schermatura verso i disturbi e porta una tensione di alimentazione in corrente continua sufficiente per fornire alimentazione ai dispositivi telefonici dal lato utente. L'alimentazione sui circuiti di telefonia è generalmente ridondante, in modo da garantire il più possibile che in caso di mancanza di corrente elettrica il telefono possa funzionare ugualmente, a tale scopo le centrali sono anche munite di appositi accumulatori che si attivano in caso di black out.
La linea telefonica analogica utilizza le frequenze comprese tra 300 Hz e 3,4 kHz, mentre le frequenze superiori vengono filtrate con l'impiego di un filtro passa-basso in centrale prima che il segnale venga campionato in digitale. Infatti i segnali analogici vengono trasportati sulle reti primarie come flusso di dati digitali dopo un campionamento che viene effettuato utilizzando una frequenza di campionamento a 8 kHz (8000 campioni numerici al secondo che rappresentano la pressione sonora). Le frequenze sopra i 4 kHz sul rame possono essere utilizzate per le connessioni DSL.
Una linea consiste in una specifica connessione tra l'utente e la centrale telefonica locale. I circuiti che permettono le connessioni tra gli armadi e le centrali, e tra le varie centrali possono essere analogici o digitali, su rame, ponte radio o fibra ottica. Dal lato utente; generalmente viene collocata una presa telefonica tripolare o RJ11, che è destinata al collegamento con l'apparecchio.
I sistemi telefonici moderni utilizzano un sistema di indirizzamento numerico, comunemente chiamato numero telefonico. Il sistema riconosce la destinazione delle chiamate in base alla sequenza dei numeri composti, che in alcuni casi possono essere preceduti da opportuni prefissi. Per iniziare una chiamata locale è generalmente sufficiente comporre il numero, che è obbligatoriamente preceduto dal prefisso telefonico dell'area locale, mentre per una chiamata internazionale è necessario un prefisso, "00" (spesso la sequenza 00 è indicata con un +), seguito dal prefisso del paese di destinazione, dal prefisso della zona e dal numero telefonico.
Vedi l'elenco dei prefissi telefonici internazionali per una lista dei Paesi accessibili componendo direttamente un numero.
Le organizzazioni di medio-grande dimensione spesso utilizzano un PABX (Private Automatic Branch Exchange). Si tratta di una vera e propria centrale telefonica che adotta una specifica numerazione per i telefoni interni, di solito raggiungibile anche come derivazione dalla linea telefonica pubblica. Alcune tra le aziende più grandi utilizzano una propria rete anche tra le varie unità locali, in Italia anche le Ferrovie, la Pubblica Amministrazione e l'Esercito hanno una rete privata, dotata di gateway PSTN.
La maggior parte dei sistemi PSTN utilizza una connessione analogica tra il singolo telefono e la centrale locale. Quando viene utilizzata una connessione digitale per il singolo impianto telefonico, di solito si utilizza una linea ISDN (Integrated Services Digital Network).
Tra le varie centrali PSTN, il sistema di segnalazione più diffuso è il Signalling System 7 ("SS7").
È in forte aumento la diffusione di VOIP (Voice over IP) con i protocolli H.323 e SIP.

## Sistemi di telefonia mobile

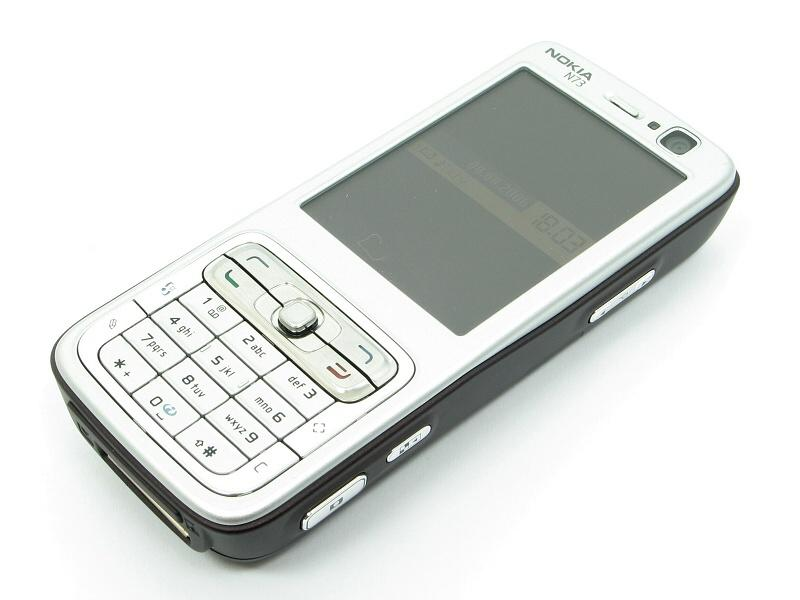
Cellulare modello Nokia N73

Il sistema di telefonia mobile moderno è caratterizzato da una struttura basata sull'uso di celle, ed è conosciuto infatti come telefonia cellulare. Le onde radio sono utilizzate per instaurare una comunicazione tra l'apparecchio, che comunemente chiamiamo telefonino e una stazione radio base, dotata di un certo numero di celle, ciascuna con più canali. La telefonia cellulare utilizza le celle poiché le frequenze radio sono limitate e devono essere condivise tra più utilizzatori.
La stazione radio base comunica con la rete di telefonia pubblica nei modi più disparati, secondo la disponibilità di rete in fibra ottica, cablaggio in rame o ponte radio.
Quando il telefonino si allontana troppo da una stazione radio base, il sistema ricerca automaticamente una cella più vicina e la comunicazione avviene su questa, senza l'interruzione della chiamata (handover).
Le stazioni radio base e i telefonini utilizzano trasmettitori radio di bassa potenza così da limitare le interferenze e permettere l'utilizzo per più chiamate da parte di diversi utilizzatori. L'uso di una potenza molto limitata permette anche di aumentare la durata delle batterie e di diminuire possibili effetti negativi legati all'emissione di onde elettromagnetiche di una certa potenza (inquinamento elettromagnetico).
Esistono molti standard per la telefonia mobile, spesso incompatibili tra loro nonostante siano utilizzati nello stesso paese.

### Problemi legati alla salute
Non esistono studi scientifici seri che evidenzino un aumento della probabilità di sviluppare problemi alla salute da parte di chi usa in modo massiccio il telefonino cellulare..

## Produttori
Sono molti i produttori che producono telefoni di ogni genere. Eccone alcuni:
- Alcatel
- Alcatel-Lucent
- Apple
- Archos
- Asus
- BBK Electronics
- BlackBerry
- BQ
- Brondi
- Elephone
- Fairphone
- Gigaset
- Haier
- Hisense
- HTC
- Huawei
- Jolla
- Lenovo
- LG
- Meizu
- Micromax
- MobiWire
- Motorola
- NEC
- NGM
- Nokia
- Olivetti
- OnePlus
- Oppo
- Oukitel
- Panasonic
- Samsung
- Sony
- TCL Corporation
- Urmet
- Wiko
- Xiaomi
- Yota
- ZTE

## La convergenza
Con questo termine si indica da una decina d'anni la direzione degli investimenti in telecomunicazioni, volte a produrre un unico apparecchio per traffico voce e dati, ricezione di radio e televisione (satellitare, TV analogica, digitale terrestre), videofonia da fisso e mobile. La convergenza riguarda la tecnologia e l'erogazione di servizi.
Talora, si parla anche di convergenza di canale, per realizzare un unico flusso trasmissivo per alcune o tutti questi emittenti: reti televisive e radio, digitale terrestre, comunicazioni satellitari, traffico (voce e Internet) degli operatori telefonici.